# Abbas ibn Firnas
Abu al-Qasim Abbas ibn Firnas ibn Wirdas al-Takurini (Tamazight: ⵄⴻⴱⴱⴰⵙ ⵏ ⵓⴼⴻⵔⵏⴰⵙ; Ronda, ca. 810 - Córdoba, 887), kortweg bekend als Abbas ibn Firnas, was een Berberse-Andalousische wiskundige, astronoom, arts en uitvinder. Hij wordt ook wel de "Leonarda da Vinci van islamitisch Spanje" genoemd.

## Biografie
Abbas ibn Firnas werd in Ronda geboren en was een man met een brede wetenschappelijke interesse. Hij ging waarschijnlijk in Bagdad studeren en keerde na zijn studie terug naar Al-Andalus om les te geven in wiskunde en muziek en poëzie ging schrijven. Tevens wist hij uit te groeien tot de hofastroloog van emir Abd ar-Rahman II. Hij was ook succesvol als uitvinder. Zo vond hij een manier uit om bergkristal te bewerken en bedacht verschillende instrumenten, zoals een waterklok, een armillarium en een planetarium.
De meeste faam wist Ibn Firnas rond zijn zestigste te bereiken met zijn poging om te vliegen. Hij bedekte zich met veren en sprong met vleugels aan zijn armen van een toren of rots af. Het experiment mislukte, maar op wonderbaarlijke wijze wist hij zijn poging wel te overleven. Ibn Firnas kwam met dit experiment tot de conclusie hoe belangrijk staartveren waren.

## Nalatenschap
In 1973 werd er een standbeeld van Abbas ibn Firnas dat gemaakt was door Badri al-Samarrai geplaatst bij de Internationale Luchthaven Baghdad. Drie jaar later vernoemde de Internationale Astronomische Unie (IAU) een krater op de maan naar hem. In zijn sterfplaats Córdoba werd in 2011 een brug geopend die naar Ibn Firnas was vernoemd.